# Lucas Sang
Lucas Sang (12 de febrero de 1961 – 1 de enero de 2008) fue un atleta keniata que participó en los Juegos Olímpicos de Seúl 1988. Fue miembro del equipo keniata de relevo de 4 x 400, acabando octavos en la final. También compitió de la prueba de 400 metros, siendo eliminado en semifinales.

## Biografía
Sang participó en los Juegos Panafricanos de 1987 de Nairobi, en el Campeonato Africano de Atletismo y en la Copa Continental de la IAAF. Luego pasó a la prueba de 800 metros, pero no logró tener un impacto debido a la competencia de otros corredores kenianos. Más tarde, se hizo conocido como un liebre tanto para atletas kenianos como para atletas internacionales. Formó parte del equipo atlético de los Fuerzas Armadas Kenyatas.
Después de retirarse, Sang empezó a trabajar como granjero en Moiben, en el Distrito Uasin Gishu de Kenya. También fue socio de Moses Tanui, el campeón mundial de los 10,000m de 1991. También estuvo involucrado en la administración deportiva y, en el momento de su muerte, era el presidente de la Asociación Nacional de Atletas Olímpicos de Kenia (NAKO).
Después de los informes iniciales de que Sang fue "asesinado a machetazos". Se rumoreó que fue atacado y asesinado por una banda que le arrojaba piedras. en Eldoret, mientras se dirigía a su casa cerca de Kabenes, durante los violencia que afectó a Kenia tras las controvertidas [Elecciones generales de Kenia de 2007|elecciones presidenciales de diciembre de 2007]]. Después de ser golpeado en la cabeza con una piedra, el cuerpo de Sang fue quemado por la pandilla, que se cree lo confundió con un miembro de una tribu rival. Aunque eso es muy poco probable porque parecía claramente kalenjin y seguramente hablaba el idioma.
Otros informes dicen que Sang fue asesinado por sus vecinos Kikuyu mientras lideraba a un grupo de hombres Kalenjin para atacarlos. Esta versión fue corroborada a ESPN por un hombre kikuyu que fue uno de los atacantes, así como por un hombre kalenjin que había sido reclutado para unirse al ataque.